# Classe Erzherzog Karl
La classe Erzherzog Karl est l'avant-dernière classe de cuirassés Pré-Dreadnought construite pour la marine austro-hongroise.

## Les unités de la classe
| Nom                         | Lancement      | Chantier naval                         | Fin de carrière | Photo |
| --------------------------- | -------------- | -------------------------------------- | --- | ----- |
| SMS Erzherzog Karl          | 3 octobre 1903 | Stabilimento Tecnico Triestino Trieste | pris par la Yougoslavie en 1919 ; remis à la France, s'est échoué à Bizerte lors de son transfert vers Toulon puis démoli sur place |       |
| SMS Erzherzog Friedrich     | 30 avril 1904  | Stabilimento Tecnico Triestino Trieste | pris par la Yougoslavie en 1919 remis à la Grande-Bretagne en 1921 pour démolition                                                  |       |
| SMS Erzherzog Ferdinand Max | 21 mai 1905    | Stabilimento Tecnico Triestino Trieste | pris par la Yougoslavie en 1919 remis à la Grande-Bretagne en 1921 pour démolition                                                  |       |

## Histoire
Malgré leur conception moderne, avec des canons de gros calibres et une propulsion à turbine, ils furent vite dépassés par les classes de cuirassés dreadnought de l'époque. Les trois navires ont servi durant la Première Guerre mondiale, mais essentiellement dans des missions de soutien et de bombardements côtiers.
Ils formèrent la IIIe division navale de l'Empire austro-hongrois et étaient basés au port de Pula. Ils prirent part au bombardement d'Ancône, port italien en mer Adriatique le 24 mai 1915. Ils intervinrent lors des mutineries de 1918 dans le port de Kotor et y restèrent jusqu'à la fin du conflit.
Après la reddition de l'Empire austro-hongrois, le SMS Erzherzog Karl fut attribué à la France au titre des dommages de guerre, et les SMS Erzherzog Friedrich et SMS Erzherzog Ferdinand Max à la Grande-Bretagne.

## Caractéristiques  générales
- Déplacement : 12 500 tonnes (pleine charge)
- Longueur : 124,5 m
- Largeur : 21,8 m
- Tirant d'eau : 7,5 m
- Rayon d'action : 3 500 miles à 10 nœuds
- Propulsion : 2 moteurs (12 chaudières)
- Combustible : charbon
- Équipage : 740  hommes (dont 37 officiers)
- Blindage :
ceinture = 200 mm
tourelles = 50 et 150 mm
casemate = 100 mm
pont = 50 mm
cloison = 50 mm
kiosque = 200 mm